# Motor a vapor de Thomas Savery

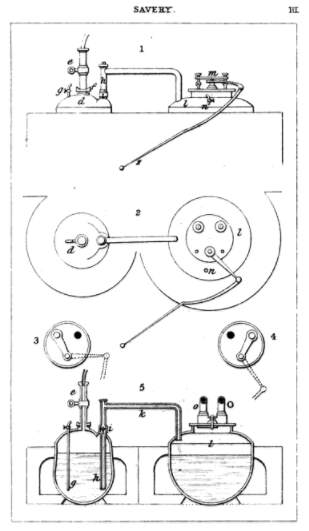
Projeto do Motor a vapor de Thomas Savery, retirado do livro The Miner's Friend (no DRM).

O motor a vapor de Thomas Savery foi um modelo rudimentar de motor inventado em 1698, com o objetivo de bombear água do interior das minas de carvão inundadas, que deu origem ao motor a vapor, após ser aperfeiçoada por Thomas Newcomen em 1712 e por James Watt em 1777, o que possibilitou Richard Trevithick inventar a locomotiva em 1801. 

## História
Patenteada em 25 julho de 1698 pelo engenheiro militar Thomas Savery, que a partir da convergência entre os estudos e trabalhos de Denis Papin, as observações de Torricelli sobre o vácuo e as de Della Porta sobre a capacidade de elevação da sucção, além da técnica de condensação proposta por Robert Thornton, desenvolveu  a máquina descrita em seu livro The Miner´s Friend, publicado em 1702. 
A patente original previa 14 anos de proteção. Porém no ano seguinte, 1699, foi promulgada uma lei no Parlamento inglês, que prorrogou sua proteção por mais 21 anos. Este ato tornou-se conhecido como Fire Engine Act. A patente de Savery incluía todos as máquinas com capacidade de movimentar água através da energia gerada pelo fogo e, portanto, desempenhou um papel importante na formação do desenvolvimento inicial de máquinas de vapor nas Ilhas Britânicas, que deram origem à Revolução Industrial aproximadamente sessenta e dois anos após a patente original.      